# Cantonul Lille-Sud-Est
Cantonul Lille-Sud-Est este un canton din arondismentul Lille, departamentul Nord, regiunea Nord-Pas-de-Calais, Franța.

## Comune
- Faches-Thumesnil
- Lezennes
- Rijsel (parțial, reședință)
- Ronchin